# Jazz Contemporary
Jazz Contemporary è un album di Kenny Dorham, pubblicato dalla Time Records nel 1960.

## Tracce
Lato A
1. A Waltz – 5:27 (Kenny Dorham) – Registrato l'11 febbraio 1960 a New York
2. Monk's Mood – 8:01 (Gil Fuller, Thelonious Monk) – Registrato il 12 febbraio 1960 a New York
3. In Your Own Sweet Way – 7:54 (Dave Brubeck) – Registrato il 12 febbraio 1960 a New York

Lato B
1. Horn Salute – 8:24 (Kenny Dorham) – Registrato l'11 febbraio 1960 a New York
2. Tonica – 2:54 (Kenny Dorham) – Registrato l'11 febbraio 1960 a New York
3. This Love of Mine – 6:48 (Henry W. Sanicola Jr., Sol Parker, Frank Sinatra) – Registrato l'11 febbraio 1960 a New York

Edizione CD del 2003 , pubblicato dalla Time Records
1. A Waltz – 5:34 (Kenny Dorham)
2. Monk's Mood – 8:09 (Gil Fuller, Thelonious Monk)
3. In Your Own Sweet Way – 8:01 (Dave Brubeck)
4. Horn Salute – 8:27 (Kenny Dorham)
5. Tonica – 2:57 (Kenny Dorham)
6. This Love of Mine – 6:49 (Sol Parker, Henry W. Sanicola Jr., Frank Sinatra)
7. Sign Off – 5:29 (Kenny Dorham) – Bonus track
8. A Waltz – 5:36 (Kenny Dorham) – Bonus track-alternate take
9. Monk's Mood – 2:53 (Gil Fuller, Thelonious Monk) – Bonus track-alternate take
10. This Love of Mine – 7:55 (Henry W. Sanicola Jr., Sol Parker, Frank Sinatra) – Bonus track-alternate take

- Brani 7, 8 & 10 registrati l'11 febbraio 1960
- Brano 9 registrato il 12 febbraio 1960

## Musicisti
Brani LP : A1, B1, B2 & B3 / CD : 7, 8 & 10
- Kenny Dorham  - tromba
- Charles Davis - sassofono baritono
- Steve Kuhn  - pianoforte
- Butch Warren  - contrabbasso
- Buddy Enlow  - batteria

Brani LP : A2 & A3 / CD : 9 
- Kenny Dorham  - tromba
- Charles Davis - sassofono baritono
- Steve Kuhn  - pianoforte
- Jimmy Garrison  - contrabbasso
- Buddy Enlow  - batteria